# Focus (журнал)
Focus (рус. «Фокус») — немецкий информационно-политический еженедельный иллюстрированный журнал издательства Hubert Burda Media. Появился в 1993 г. в качестве альтернативы журналу Der Spiegel. Focus наряду с журналами Der Spiegel и Stern входит в тройку самых продаваемых информационно-политических еженедельных журналов Германии. В 2015 г. штаб-квартира перенесена из Мюнхена в Берлин, а с 2016 г. главным редактором является Роберт Шнайдер. Продаваемый тираж журнала — 246 348 экземпляров, что на 69% процентов меньше по сравнению с 1998 г. Считается журналом либерально-консервативной направленности, ориентирован на средний класс немецкого общества.

## История
Разработка концепции журнала под кодовым названием Zugmieze началась летом 1991 г. Его главным вдохновителем стал Гельмут Маркворт, он же придумал рекламный слоган «Факты, факты, факты» (нем. «Fakten, Fakten, Fakten»), ставший визитной карточкой журнала. Первый номер вышел 18 января 1993 г. и был хорошо принят читателями, хотя изначально многие эксперты считали, что проект обречён на провал, потому что конкурировать с Der Spiegel невозможно.
После успеха своего нового журнала издательство Hubert Burda Media разработало ещё несколько брендов в рамках своей дочерней компании Focus Magazine Verlag. В 1995 г. была образована компания Focus TV, которая занимается производством различных продуктов — политических ток-шоу, документальных фильмов, спортивных передач — для таких телеканалов, как RTL Television, ProSieben и другие.
18 января 1996 году был запущен новостной портал Focus Online.
В 2000 году появился первый номер еженедельного экономического журнала Focus Money, продаваемый тираж которого составляет 123 131 экземпляр (III, 2019 г.)
| Крупнейшие общественно-политические журналы Германии | Крупнейшие общественно-политические журналы Германии | Крупнейшие общественно-политические журналы Германии | Крупнейшие общественно-политические журналы Германии | Крупнейшие общественно-политические журналы Германии |
| Журнал                                               |                                                      |                                                      | Тираж, тыс.                                          |                                                      |
| ---------------------------------------------------- | ---------------------------------------------------- | ---------------------------------------------------- | ---------------------------------------------------- | ---------------------------------------------------- |
| Der Spiegel, 1998                                    |                                                      |                                                      | 1056673                                              |                                                      |
| Der Spiegel, 2021                                    |                                                      |                                                      | 675870                                               |                                                      |
| Stern, 1998                                          |                                                      |                                                      | 1102075                                              |                                                      |
| Stern, 2021                                          |                                                      |                                                      | 360475                                               |                                                      |
| Focus, 1998                                          |                                                      |                                                      | 782685                                               |                                                      |
| Focus, 2021                                          |                                                      |                                                      | 246348                                               |                                                      |

На сегодняшний день Focus является третьим по популярности информационно-политическим журналом Германии: тираж (II, 2021 г.) Der Spiegel — 675 870, Stern — 360 475, Focus — 246 348 экземпляров.
В 1999—2015 годах московское бюро Focus возглавлял журналист Борис Райтшустер.